# Урдіайн
Урдіайн (баск. Urdiain (офіційна назва), ісп. Urdiáin) — муніципалітет в Іспанії, у складі автономної спільноти Наварра. Населення — 704 особи (2009).
Муніципалітет розташований на відстані близько 300 км на північний схід від Мадрида, 40 км на захід від Памплони.

## Демографія
Динаміка населення (INE ):

## Галерея зображень

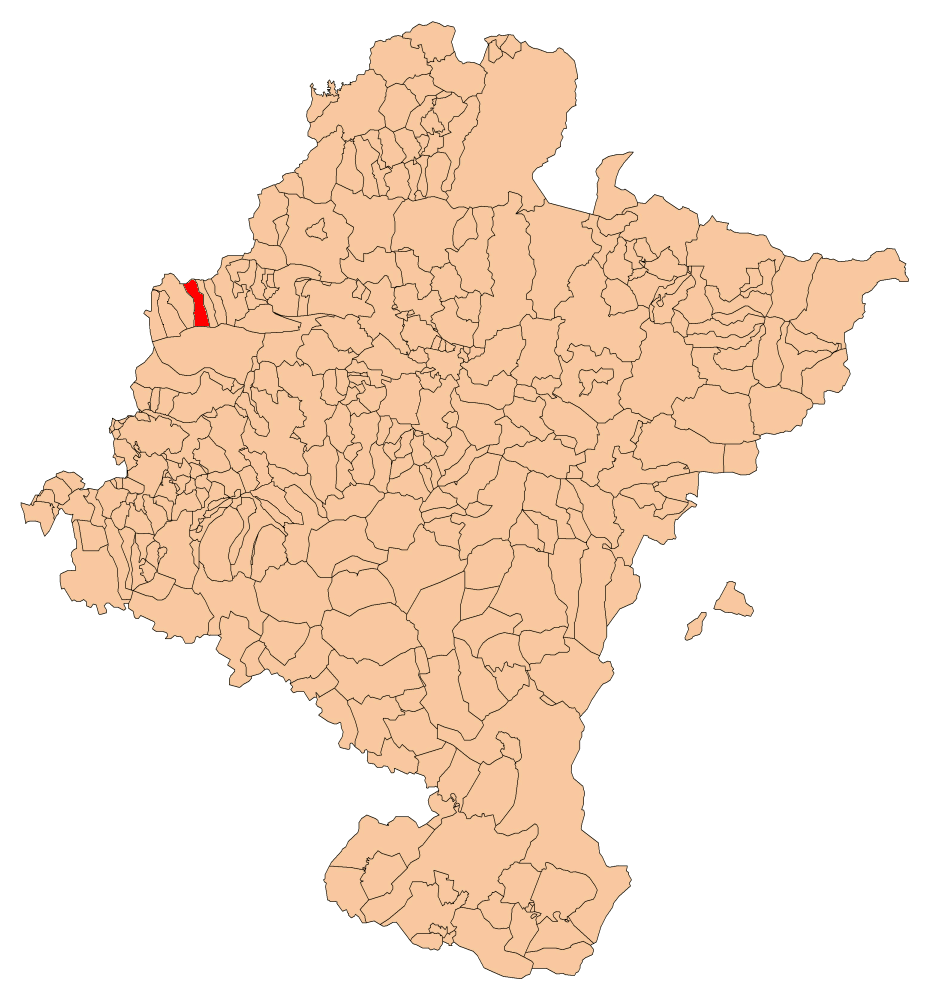
Розташування муніципалітету